# Ratpenat d'esquena nua de Nova Bretanya
El ratpenat d'esquena nua de Nova Bretanya (Dobsonia praedatrix) és una espècie de ratpenat endèmica de Papua Nova Guinea.